# Polygonatum odoratum
Polygonatum odoratum là một loài thực vật có hoa trong họ Măng tây. Loài này được (Mill.) Druce miêu tả khoa học đầu tiên năm 1906.

## Hình ảnh

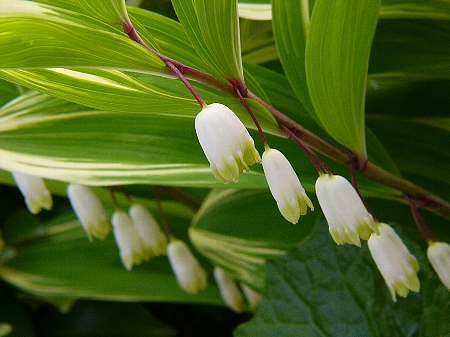
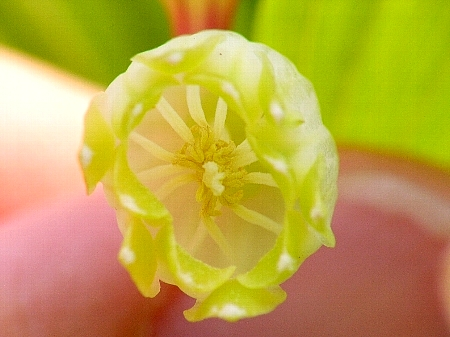
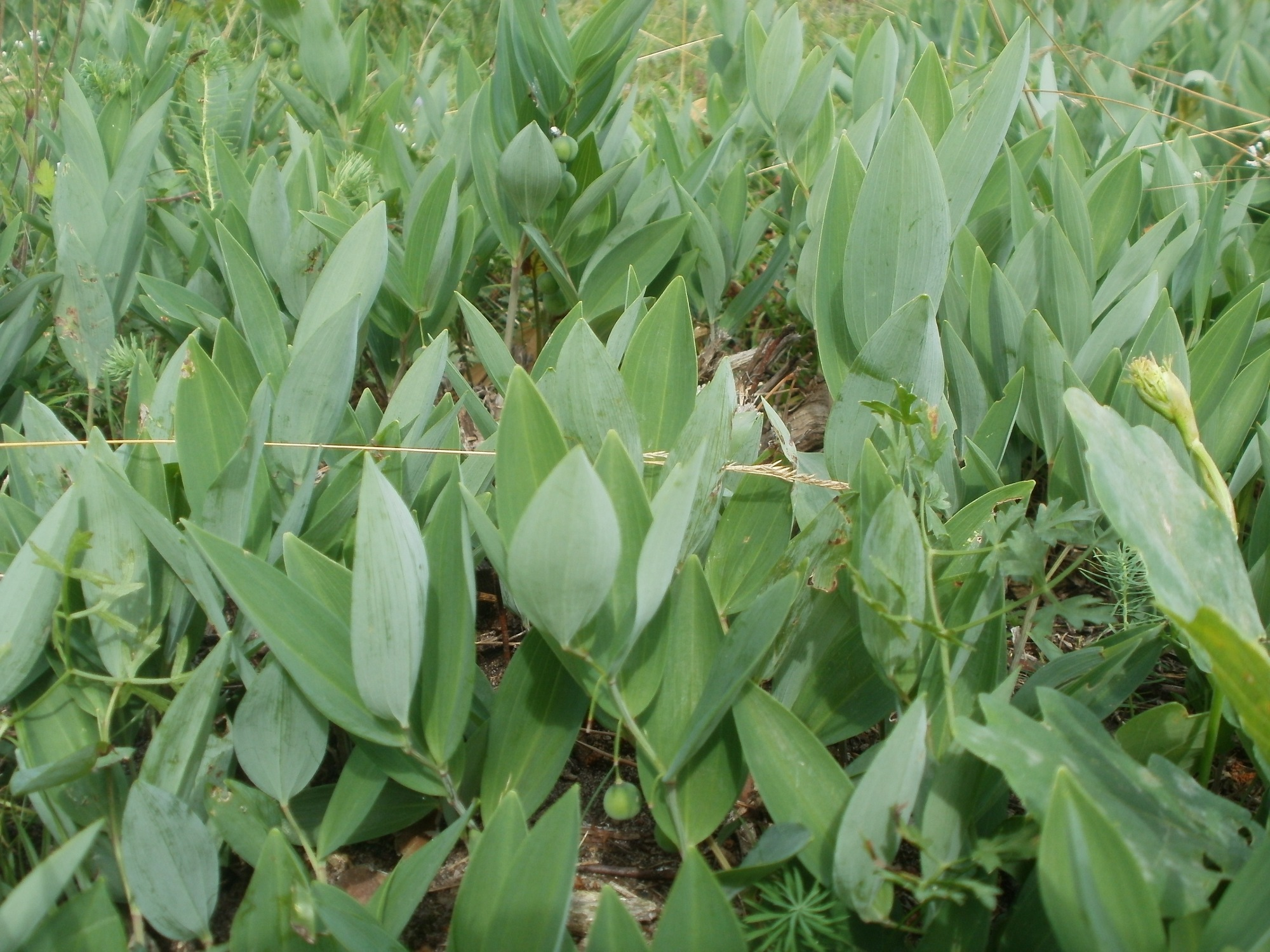
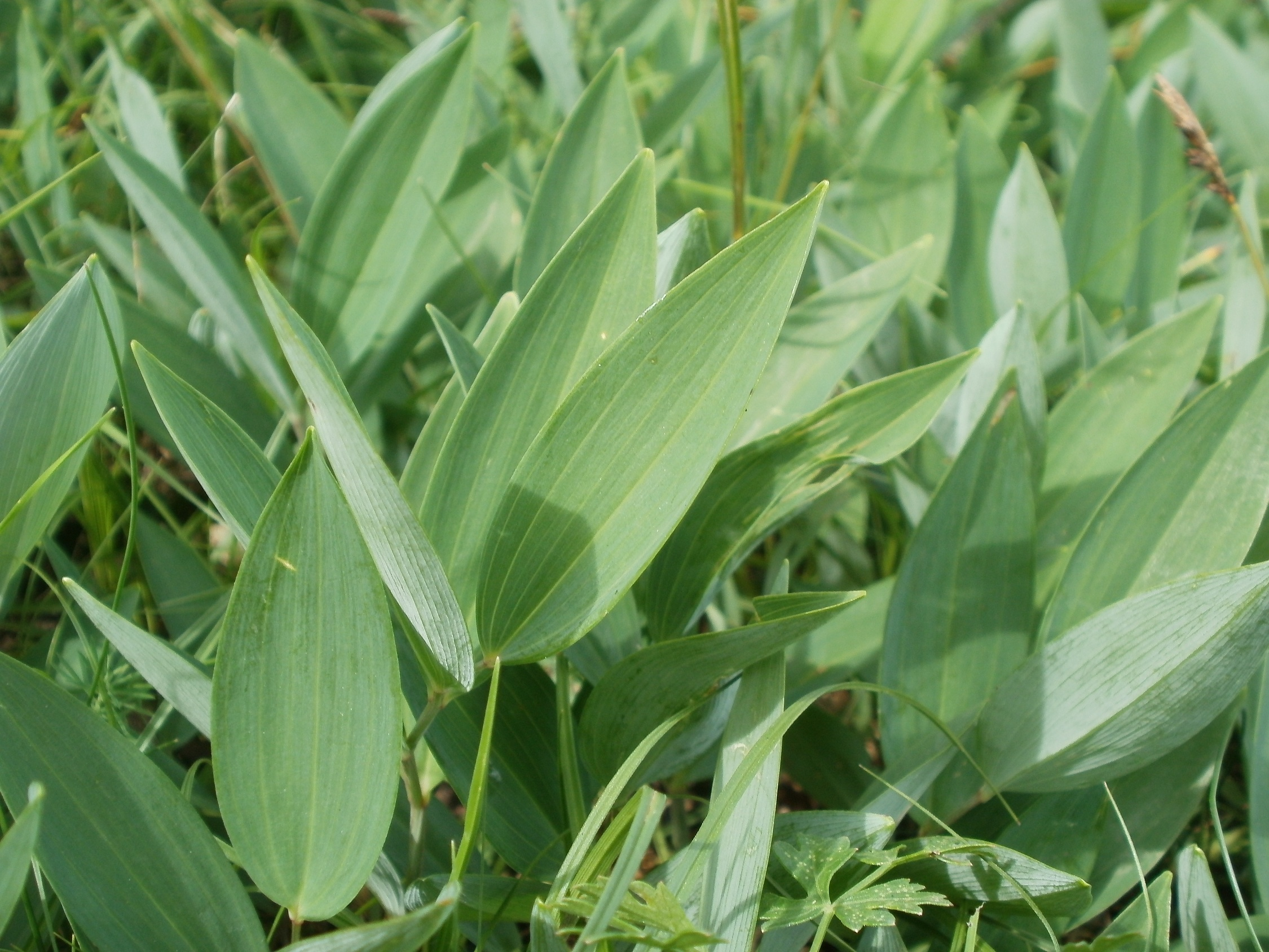